# Костенево (Костромская область)
Костенево — село в Костромском районе Костромской области России. Входит в состав Никольского сельского поселения.

## Этимология
Происходит от имени своего основателя Константин Дмитриевич Шея. Имя Константин в средние века писалось без «н» в первом слоге и через «е» (иногда через малый юс, читающийся как «я») во втором, как «Костентин»; самой популярной уменьшительной формой этого имени в те времена было «Костен».

## История
Самый ранний документ, в котором оно упоминается, был составлен в начале XV века. Этот документ – данная грамота боярина Константина Дмитриевича Шеи костромскому Ипатьевскому монастырю. Когда именно была написана грамота – в ее тексте, к сожалению; но судя по тому, что Константин Дмитриевич в последний раз упоминается в первом духовном завещании московского князя Василия Дмитриевича, составленном в 1406– 1407  годах, обычно ее относят к самому началу XV века. Грамота Константина Шеи является также первым документом, в которой упоминается Ипатьевская обитель. Таким образом, Костеневская(точнее, тогда еще Константиновская) вотчина – старейшее из владений прославленного монастыря.
Главным же поселением вотчины, сельцом, в грамоте Константина Шеи значилось соседнее Константиново. Где располагалась церковь, к приходу которой относилось в XV веке Костенево, неизвестно. Также в качестве деревни Костенево упоминается в указанной грамоте великого князя Иван IV Васильевича от 25 января 1537 года, о расследовании земельных споров Ипатьевского монастыря с помещиками Костромского уезда. Селом (то есть центром церковного прихода) Костенево впервые названо в сотной (официальном извлечении из писцовых книг – переписи населенных пунктов и податного населения) 1562 года. Если из ранних грамот мы узнаем лишь о самом факте существования Костенево и его статусе, то сотная 1562 года дает гораздо более развернутую картину: в ней мы впервые встречаем данные о жителях Костенево. Первыми костеневцами, известными по историческим источникам, были братья Ширяй и Иван Андреевы, Федор Мартынов, Иван Иванов, Дмитрий Андреев и Куприян Васильев. В описании села упомянут монастырский двор в нем (важное свидетельство переноса центра ипатьевской вотчины в Костенево), однако о храме в сотной 1562 года не говорится. По-видимому, в документе была допущена неточность и, строго говоря, на тот момент Костенево селом еще не являлось. В пользу этого говорит также то, что еще довольно долгое время в документах статус Костенево определяется по-разному: в отписях о получении ямских денег с ипатьевских вотчин 1593, 1596, 1602 и 1603 годов оно названо селом, а в царских жалованных грамотах 1595 и 1605 годов, межевой 1594 года и поручной записи 1604–1605 годов – сельцом (центром земельного владения, но не прихода).
Сообщение о построении церкви в Костенево содержится в окладных книгах Ипатьевского монастыря под 1638 годом. При этом о церкви говорится как о «прибылой вновь», то есть было не просто построено новое здание храма, а был образован заново (или возобновлен) приход. Именно с этого времени Костенево становится не только административным центром монастырской вотчины, но и центром прихода, полноценным селом. Первое здание церкви было деревянным, а саму ее освятили в честь Введения Пресвятой Богородицы во храм. С 1678 года в ней упоминается придел во имя пророка Божия Илии. Однако уже в 1699–1700 годах новое здание церкви, также деревянное, освятили во имя Пресвятой Троицы, при сохранении в нем Ильинского придела. В начале XIX века сгорела и эта церковь; взамен ее в 1805 году был возведен каменный храм, существующий до нашего времени.

## География
Село находится в юго-западной части Костромской обл асти, в подзоне южной тайги, к северу от автодороги Р243, на расстоян ии приблизительно 4 километров (по прямой) к северо-востоку от гор ода Костромы, административного центра области и района. Абсолю тная высота — 137 метров над уровнеморя.

### Климат
Климат характери зуется как умеренно континентальный, с продолжительной холодной многоснежной зимой и коротким сравнительно тёплым летом. Средняя температура воздуха самого холодного месяца (января) — −11,6 °C; самого тёплого месяца (июля) — 17,8 °C (абсолютный максимум — 37 °С). Годовое количество атмосферных осадков — 613 мм, из которых большая часть выпадает в тёплый период.

### Часовой пояс
Село Костенево, как и вся Костромская область, находится в часовой зоне МСК (московское время). Смещение применяемого времени относительно UTC составляет +3:00.

## Население
| 2008 | 2010 | 2014 |
| ---- | ---- | ---- |
| 118  | ↘108 | ↗124 |

### Национальный состав
Согласно результатам переписи 2002 года, в национальной структуре населения русские составляли 98 % из 87 чел.